# Svetozar Botorić
Svetozar Botorić (Opaljenik kod Ivanjice, 1857 — Nežider, 27. novembar 1916) bio je prvi vlasnik bioskopa u Beogradu i filmski producent, poznat kao tvorac prvih igranih filmova na području bivše Jugoslavije.

## Život i rad
Pre bavljenja filmom je bio konobar, potom vlasnik trgovačke radnje, pa kafane na Terazijama. Nakon što je zakupio hotel „Pariz“, u njemu je otvorio pozorište pod nazivom „Orfeum“, a od 1908. su se tamo održavale redovne bioskopske predstave. Otvorio je svoj samostalni bioskop, odnosno kinematografsko pozorište 1909 u saradnji sa francuskom firmom „Pate“ dajući, uglavnom, njihove filmove. Godine 1911. je počeo sarađivati sa mađarskim fotografom Lujem de Berijem, kao i sa Ilijom Stanojevićem-Čičom, koji mu je režirao dva igrana filma - Ulrih Celjski i Vladislav Hunjadi i Život i dela besmrtnog vožda Karađorđa. Za vreme Prvog svetskog rata su ga austro-ugarske vlasti internirale u logor Nežider, gde je i umro.

## Spoljašnje veze
- Svetozar Botorić на веб-сајту  (језик: енглески)
- Svetozar Botorić nam je doneo film, Večernje novosti, 5.3.2015.
- Tragična sudbina porodice Botorić („Politika”, 28. februar 2018)